# Koortsveldkapel

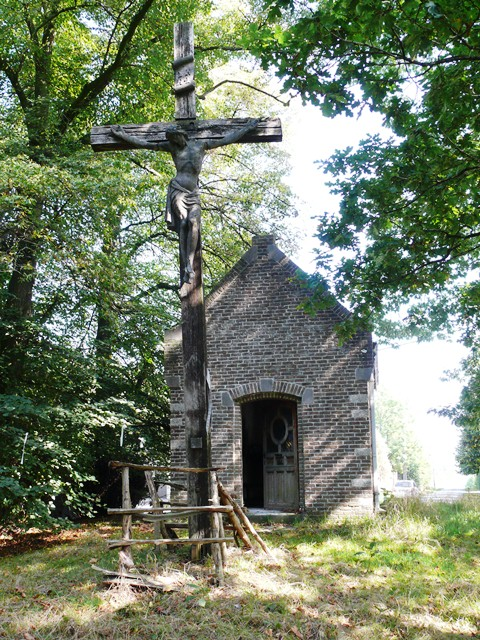

De Koortsveldkapel, ook Het Veldkapelleke genoemd, is een kapel  in Wingene (grondgebied parochie Wildenburg), op de grens met de gemeenten Ruiselede en Aalter (Maria-Aalter), op een kruispunt van vier wegen: de Predikherenstraat (naar Wingene), de Vagevuurstraat (naar Beernem), de Wingenestraat (naar Maria-Aalter) en de Bruggesteenweg (naar Ruiselede en Doomkerke). 

## Oudste vermelding
De eerste vermelding van de bidplaats dateert van 1756 (landboek): de kapel wordt aangeduid als "Capelleken bij de Gulke Putten". Op de kaart van Ferraris (1770-1778) wordt de kapel ook weergegeven. De kapel dateert uit de 18de eeuw, vermoedelijk de tweede helft. Ze bezat vroeger een mooi houten Lievevrouwbeeld. In 1783 deed de Wingense pastoor zijn beklag over de aantrekkingskracht van deze steene cappelle, waar vroeger slechts een O.L.-Vrouw-beeld op een paal stond. Er was toen ook al sprake van een cappelleke geplaetst op een berghsken rondom beplant met andere houtte statiën op staecken. In de kapel werden ook kaarsen verkocht en kon een offerande gebracht worden 'in een busse'. In 1784 was het de pastoor van Ruiselede die de offergelden inde.

## Wetenswaardigheden
Op 10 augustus 1958 werd in de zijgevel een arduinen plaat ingemetseld met als tekst: Tot blijvende herinnering aan de uitwijking vanaf 1888 van 300 Doomkerkenaren en velen uit deze streek naar de U.S.A. en Canada. O.-L.-Vrouw bescherm hen allen. Voor de eenbeukige kapel in bruinrode baksteen staat een calvariekruis, daar in 1960 geplaatst samen met een kleine ommegang. Tijdens de verbredingswerken aan de toenmalige Maria-Aaltersteenweg in 1963 dreigde de kapel te verdwijnen. Ze verloor haar typische omgeving met trap en linden. De ingang met trap en linden aan de westzijde werden verwijderd en de oorspronkelijke ingangsdeur werd verplaatst naar de oostzijde. De kapel heeft segmentboogvormige muuropeningen, sommige met tralies. Er is een sierlijke deur van 1941 met onder meer briefpanelen, driepassen en smeedijzeren letters H.M. (Heilige Maria) en de tekst: "Zeg het aan zijne moeder". 
De omgeving van de kapel was een verzamelplaats van leurders, bezembinders en schareslijpers. En soms was er al eens een of andere ruzie. Ieder jaar, halfweg de 20ste eeuw, kwam er op 25 maart heel wat volk naar De Kapellekesfeesten om er te ‘dienen tegen koorts’ en aan de bomen met daaraan ommegangkapellen linten te hangen om zogezegd ‘koorts of te binden’ volgens aloud gebruik en volksgeloof.  Er was toen ook nog een wielerwedstrijd !

## Gedenkplaat
Aan de overkant van de kapel werd door Heemkring Oud Ruysselede als aandenken aan consul Edward Andries een gedenkplaat onthuld aan zijn geboortehuis. Tot 2007 hing, op initiatief van de heemkring, in de kapel een kader met de ongeveer 300 namen van uitwijkelingen naar Amerika uit de nabije omgeving. Deze namen van uitwijkelingen werden opgezocht en genoteerd door Adhémar Dauw (East Moline 27 februari 1909, Oostkamp 15 september 2004), die de lijsten publiceerde in zijn tijdschrift ‘Ons Doomkerke’ tussen 1965 en 1978. Sinds 2010 hangt een kader met deze namen in café New York (Brandstraat Doomkerke).